# Lycodon laoensis
Lycodon laoensis är en ormart som beskrevs av Günther 1864. Lycodon laoensis ingår i släktet Lycodon och familjen snokar. Inga underarter finns listade i Catalogue of Life.
Denna orm förekommer i södra Kina i provinsen Yunnan, i Laos, Vietnam, Kambodja, Thailand och norra Malaysia (på Malackahalvön).  Arten lever i låglandet och i kulliga områden upp till 900 meter över havet. Habitatet varierar mellan gräsmarker, savanner och skogar. Lycodon laoensis vilar på dagen gömd under olika föremål som ligger på marken. Den är nattaktiv och har grodor samt ödlor som föda. Ett exemplar hittades bakom barken av ett träd 10 meter över marken. Honor lägger ägg.
För beståndet är inga hot kända. Hela populationen anses vara stabil. IUCN kategoriserar arten globalt som livskraftig.